# Gustave Augustin Rouxel
Gustave Augustin Rouxel (* 2. Februar 1840 in Redon, Département Ille-et-Vilaine; † 16. März 1908 in New Orleans, Louisiana) war ein französisch-US-amerikanischer römisch-katholischer Geistlicher und Weihbischof in New Orleans.

## Leben
Gustave Augustin Rouxel studierte Philosophie und Katholische Theologie am Priesterseminar in Rennes. 1863 kam Rouxel nach New Orleans und empfing am 4. November desselben Jahres das Sakrament der Priesterweihe für das Erzbistum New Orleans.
Rouxel war zunächst als Kurat in Opelousas tätig, bevor er 1872 Pfarrvikar und Administrator der St. Louis Cathedral in New Orleans wurde. Im März 1878 wurde Gustave Augustin Rouxel Kanoniker und im September 1879 Generalvikar des Erzbistums New Orleans. Ab April 1885 wirkte er zudem als Rektor der Church of the Annunciation in New Orleans.
Am 10. Februar 1899 ernannte ihn Papst Leo XIII. zum Titularbischof von Curium und zum Weihbischof in New Orleans. Der Erzbischof von New Orleans, Placide Louis Chapelle, spendete ihm am 9. April desselben Jahres in der St. Louis Cathedral in New Orleans die Bischofsweihe; Mitkonsekratoren waren der Bischof von Natchez, Thomas Heslin, und der Bischof von San Luis Potosí, Ignacio Montes de Oca y Obregón. Als Weihbischof war Gustave Augustin Rouxel weiterhin als Generalvikar des Erzbistums New Orleans tätig.
Sein Grab befindet sich in der St. Louis Cathedral in New Orleans.